# Кинтана Эрреро, Карлос
Ка́рлос Кинта́на Эрре́ро (исп. Carlos Quintana Herrero; род. 7 февраля 1987, Сеговия, Испания) — испанский футболист, нападающий клуба «Хавеа».

## Карьера
Карлос начинал карьеру на родине, где выступал за ряд клубов из Терсеры и Преференте. В январе 2016 года он перешёл из «Атлетико Тордесильяс» в фарерский «Б68». Вместе с ещё одним новичком тофтирцев Ито они стали первыми испанцами в истории фарерского футбола. Их трансфер освещался на испанском телевидении. Игрок сомневался в целесообразности перехода, и согласился на него только после того, как посоветовался со своей семьёй. 13 марта Карлос дебютировал за «Б68» в матче фарерской премьер-лиги против «ТБ». 12 мая нападающий забил свой единственный гол на турнире, поразив ворота «Вуйчингура». Этот мяч также стал первым для испанцев в фарерских чемпионатах. Всего он провёл 15 встреч в рамках первенства архипелага. Руководство и тренерский штаб «Б68» были разочарованы игрой Карлоса, и в середине сезона-2016 он покинул клуб.
В 2016—2017 годах нападающий представлял итальянские клубы из низших дивизионов. В 2018 году Карлос вернулся в Испанию, отыграв остаток сезона 2017/18 в клубе Терсеры «Рекамбьос Колон». С сезона 2018/19 он выступает за различные клубы на уровне Преференте — в чемпионате Валенсии.

## Достижения
«Барко»
- Победитель Преференте Галисия (1): 2014/15

 «Райо Льирия»
- Победитель Преференте Валенсия (1): 2020/21 (II группа)